# Port de la Ràpita
El port de la Ràpita és un port pesquer, esportiu, comercial i de creuers, situat a la badia dels Alfacs, davant de la població de la Ràpita (Montsià), a tocar del delta de l'Ebre. És el port més gran de les Terres de l'Ebre, amb la flota pesquera més gran de Catalunya. N'és el titular l'organisme de Ports de la Generalitat. Excepcionalment resguardat per la badia, està format per 3 dics, amb 16 molls, i una longitud total de 2.286 metres lineals de molls. La bocana té un calat de 7 metres.

## Història

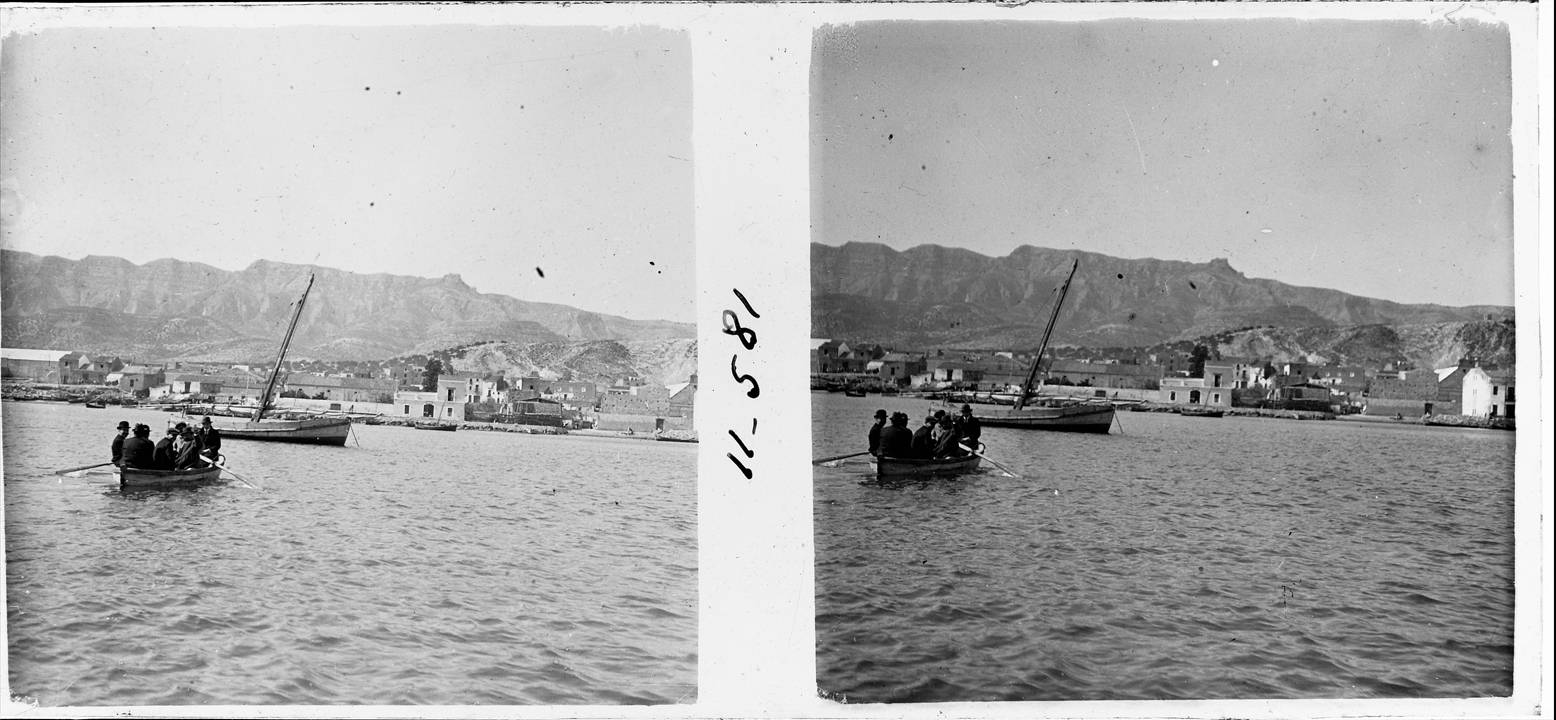
El port el 1921

A principis del segle XX hi havia nombroses barques de pescadors, de vela i de rem, que feinejaven dins de la badia dels Alfacs. Només disposaven d'un petit moll, construït a finals de la dècada de 1920, davant del carrer del Carme, on descarregaven la pesca. Les barques més grans havien de fondejar al mig de la badia, i transportaven la pesca fins a la costa amb barques de rem, anomenades 'muletes'. Les barques feinejaven amb arts menors, i amb l'aparició del motor, als anys 1940, van créixer les arts d'arrossegament. L'última ampliació del port pesquer es va fer l'any 1968, fet que va finalitzar l'activitat de fer arribar el peix a terra en muletes.
Com que a la Ràpita no hi arribava el tren, la comercialització del peix tenia un radi molt curt, fins a la dècada de 1940, en que la generalització dels camions va permetre ampliar el radi fins a Saragossa, Andorra, Castelló o València.

## Dàrsena pesquera
La dàrsena pesquera està distribuïda entre els molls de Ribera i de Llevant. Està gestionada per la Confraria de Pescadors Verge del Carme, fundada el 1919, amb una flota de 93 vaixells, la més gran de Catalunya, que pesquen entre 20 i 22 tones diàries de peix, uns 3 milions de quilos l'any.
La llotja, de 2.145 m², subhasta el peix que arriba de les barques, a partir de les tres de la tarda, de dilluns a divendres. A causa de la veda biològica, no surten a pescar dos mesos a l'any, normalment juny i juliol. Fins a finals del segle xx, la venda es feia de forma cantada, amb una persona, el 'cantaor', que començava la subhasta del peix a partir del preu màxim establert. Actualment es fa electrònicament.

## Dàrsena esportiva
La dàrsena esportiva es divideix en dues zones, Ponent i Llevant, amb un total de 1.825 amarradors, per a eslores de 6 a 30 metres. Està gestionada pel Club Nàutic La Ràpita, fundat el 1969. A la seva seu disposa de capitania, oficines, local social, restaurant i dutxes. Organitza activitats de natació, com la Travessa al Port dels Alfacs, i diverses regates de vela i de creuers. A més, du a terme cursos de natació, vela i rem. El Club està guardonat amb la Bandera Blava, que reconeix internacionalment la qualitat i serveis dels ports esportius.

## Dàrsena comercial
La dàrsena comercial ocupa els Molls Comercials I i II. amb un calat de 6 metres, i una longitud de 260 i 200 metres, respectivament. Disposa d'un magatzem i diverses grues. El 2023 va tenir un volum comercial de 40 tones.

## Dàrsena de creuers
El Moll per a creuers té una longitud de 210 metres i una amplada de 40 metres. Disposa de 2 remolcadors. Pot acollir creuers de petit format, limitats pel calat del port, de 6 metres.